# Gymnocalycium hossei
Gymnocalycium hossei är en kaktusväxtart som först beskrevs av Friedrich Adolph Haage, och fick sitt nu gällande namn av Alwin Berger. Gymnocalycium hossei ingår i släktet Gymnocalycium och familjen kaktusväxter. Inga underarter finns listade i Catalogue of Life.